# Medvěd syrský
Medvěd syrský (Ursus arctos syriacus) je poddruh medvěda hnědého. Žije v Arménii, Abcházii, Kopet Dagu, Karabachu, Sýrii, Libanonu, Malé Asii a Íránu.
Je nejmenší ze všech hnědých medvědů, váží méně než 190 kg. Dožívá se věku 15-20 let. Dospělí samci mají velikost lebky mezi 30,3 a 39,4 centimetry. Barvu srsti má světlou.